# 陈光 (1962年)
陈光（1962年4月—），男，中共党员，生于河北省昌黎县，中国材料学家，中国科学院院士，南京理工大学材料评价与设计教育部工程研究中心主任。